# Hello! (revue)
Pour les articles homonymes, voir Hello.
Hello! est un magazine hebdomadaire royaliste,, spécialisé dans l'actualité des célébrités et les histoires d'intérêt humain, publié pour la première fois au Royaume-Uni le 21 mai 1988. Il s'agit de l'édition locale au Royaume-Uni de l'hebdomadaire espagnol ¡Hola!.

## Éditions
Hello! a été lancé en 1988 par l'éditeur Eduardo Sánchez Junco, propriétaire et président du magazine espagnol ¡Hola!. Ce dernier a été créé en 1944 par les époux Antonio Sánchez Gómez et Mercedes Junco Calderón.
En 2006, Rogers Media a lancé Hello! Canada,. En 2007, le bureau de Madrid se réorganise et change la direction de la version canadienne,.
Hello! Thailand est un magazine bihebdomadaire de style de vie thaïlandais destiné aux femmes âgées de 21 ans et plus, lancé en mars 2006. Le magazine se concentre sur l'actualité royale, les célébrités et les reportages sur le divertissement. Le tirage a atteint un pic de 300 000 exemplaires en 2006 et était de 100 000 exemplaires à l'échelle nationale en 2017.

## Prix
- 2005 : ACE, Magazine britannique distribué internationalement, Gagnant
- 2004 : PPA - argumentaire de vente de l'année, lauréat
- 2002 : PPA - Magazine international de l'année, Gagnant
- 1999 : BSME Awards, Meilleur magazine international, Gagnant
- 1998 : Marketing Week 20th Birthday Awards, meilleur magazine grand public, lauréat
- 1996 : The Press Circulation Awards - Consumer Magazine of the Year, présélectionné
- 1995 : International Press Directory - Prix de l'édition internationale décerné à Eduardo Sánchez Junco
- 1992 :
  - The Press Circulation Awards - Circulation Excellence by a Consumer Magazine, finaliste
  - Media Week Press Advertising Awards - Magazine grand public de l'année, lauréat
  - The Publisher - Meilleure première de couverture, lauréat
  - PPA - Magazine grand public de l'année, Mention très bien
- 1991 : 
  - The Press Circulation Awards - Circulation Excellence by a Consumer Magazine, Winner
  - British Society of Magazine Editors - Rédacteurs de magazines d'intérêt général de l'année, Gagnant
  - The Publisher Magazine Publishing Awards - Magazine de l'année, deuxième prix
  - PPA - Magazine grand public de l'année, mention très bien
- 1990 : PPA - Magazine grand public de l'année, lauréat
  - Media Week Advertising Awards - Magazine grand public de l'année, lauréat
  - The Press Circulation Awards - Meilleure croissance annuelle en pourcentage et/ou en nombre d'exemplaires pour un magazine grand public, deuxième prix[citation nécessaire]

## Contentieux
- 2003 : Catherine Zeta-Jones et Michael Douglas ont poursuivi Hello! pour avoir publié des photos non autorisées de leur mariage. Le magazine concurrent OK! avait un contrat d'exclusivité pour les photos du mariage et a également poursuivi Hello!. En novembre 2003, OK! a obtenu 1 033 156 £ de dommages et intérêts, et Jones et Douglas ont reçu 14 600 £.
- 2006 : Hello!, qui a obtenu les droits britanniques des premières images du nouveau-né de Brad Pitt et Angelina Jolie, a lancé une action en justice avec People contre deux sites Web qui ont publié une photo exclusive du couple avec leur nouvelle fille. La photo divulguée, qui contient le logo de Hello! magazine, montre un titre qui dit : "La plus grande exclusivité de l'année. Angelina et Brad avec leur nouveau bébé Shiloh Nouvel". Le magazine People aurait payé plus de 4 millions de dollars pour obtenir les droits américains[9].

## Site Web
Hellomagazine.com est le site officiel du magazine hebdomadaire d'actualité des célébrités Hello!. Créé en 2001 pour compléter le magazine, le site est mis à jour tout au long de la journée, sept jours sur sept.

### Histoire
Lancé en avril 2001, il fait partie de la grande marque Hello ! mais son contenu est totalement différent de celui du magazine hebdomadaire. Il rapporte les nouvelles des célébrités sur une base horaire plutôt qu'hebdomadaire. Depuis son lancement avec la palette de couleurs caractéristique du magazine, il a subi une refonte dans des tons plus clairs. En janvier 2008, plus de 1,5 million de lecteurs utilisaient hellomagazine.com.

### Contenu
Le site propose à ses lecteurs, dont la moitié environ sont des femmes de moins de 34 ans, des photos, des reportages et du contenu vidéo répartis dans les catégories suivantes : acteurs et actrices, musiciens, mode et mannequins, royauté et hommes d'État, célébrités, santé et beauté et voyages.
Le contenu quotidien va de la couverture des derniers événements de la vie des stars hollywoodiennes comme Brad Pitt et Tom Cruise aux talents anglais comme Hugh Laurie et Keira Knightley. Il comporte des galeries de photos des principaux défilés de mode, des événements spéciaux tels que les Oscars et une longue liste de quiz sur les personnages célèbres[citation nécessaire].
La section horoscope est assurée par l'astrologue britannique Jonathan Cainer. On y trouve également des mises à jour visuelles de l'actualité (News In Pix), des profils de musiciens, d'acteurs, d'actrices et d'hommes d'État, de courtes interviews et une section de mini-biographies axée sur les noms britanniques[citation nécessaire].
Il est connu pour sa couverture des familles royales européennes, y compris des branches de familles moins connues[citation nécessaire].
Hellomagazine.com fournit du contenu sur les célébrités à [[Yahoo!|Yahoo![citation nécessaire]]].
Les services de lecture en ligne comprennent un fil d'actualité, une bande d'infos, un marque-page social et des achats en ligne[citation nécessaire].